# Байглычево
Байглычево (чув. Кивӗ Эйпеç) — село в Яльчикском районе Чувашской Республики России. Входит в состав Янтиковского сельского поселения.

## География
Село находится в юго-восточной части Чувашии, в пределах Чувашского плато, в зоне хвойно-широколиственных лесов, на левом берегу реки Булы, на расстоянии примерно 6 километров (по прямой) к юго-юго-западу от села Яльчики, административного центра района. Абсолютная высота — 84 метра над уровнем моря.

### Климат
Климат характеризуется как умеренно континентальный, с продолжительной морозной зимой и тёплым летом. Среднегодовая температура воздуха — 3,1 °С. Средняя температура воздуха самого тёплого месяца (июля) — 18,7 °C (абсолютный максимум — 37 °C); самого холодного (января) — −12,3 °C (абсолютный минимум — −42 °C). Безморозный период длится около 142 дней. Среднегодовое количество атмосферных осадков составляет 530 мм, из которых большая часть выпадает в тёплый период. Снежный покров держится в течение 147 дней.

### Часовой пояс
Село Байглычево, как и вся Чувашия, находится в часовой зоне МСК (московское время). Смещение применяемого времени относительно UTC составляет +3:00.

## Население
| 2007 | 2010 | 2012 |
| ---- | ---- | ---- |
| 370  | ↘264 | ↗341 |

### Половой состав
По данным Всероссийской переписи населения 2010 года в гендерной структуре населения мужчины составляли 50 %, женщины — соответственно также 50 %.

### Национальный состав
Согласно результатам переписи 2002 года, в национальной структуре населения чуваши составляли 97 % из 325 чел.